# Astley Nyhlén
Karl Helge Astley Nyhlén, född 7 oktober 1924 i Köping, död 13 juli 2008 i Skinnskatteberg, var en svensk bokhandlare, teckningslärare, målare och gallerist.
Han var son till bokhandlaren Helge Vilhelm Nyhlén och Svea Virginia Persson samt från 1946 gift med Ruth Karin Margaretha Östberg. Nyhlén var som konstnär autodidakt och bedrev självstudier under resor till bland annat Italien, Spanien, England och Frankrike. Tillsammans med Axel Oskar och Gustaf Haggren ställde han ut i Köping och han medverkade i jubileumsutställningen Västmanländsk konst 1954 och i utställningen Fem Köpingskonstnärer. Hans konst består till övervägande del av landskapsmåleri. Han startade Galleri Astley 1968. Han tilldelades Längmanska fondens stora kulturpris 1997 och Karin Gierows pris 2005.